# Arroyito del Coronilla (Arroyo Marincho)
Der Arroyito del Coronilla ist ein Bachlauf in Uruguay.
Der kleine Bachlauf verläuft auf dem Gebiet des Departamentos Flores. Er mündet als linksseitiger Zufluss in den Arroyo de Marincho. Es existiert zudem ein gleichnamiger rechtsseitiger Nebenfluss des Arroyo de Marincho, der ebenfalls lediglich ein Zufluss kleineren Ausmaßes ist.